# Diktüsz (mitológia)
Diktüsz görög mitológiai alak, Szeriphoszból származó halász. Neve görög nyelven „háló” jelentésű. Polüdektész király testvére, Magnész fia volt. Ő fogta ki a tengerből azt a ládát, amely a csecsemő Perszeuszt és Danaét rejtette. A király gondjaira bízta őket. Később, amikor Perszeusz távol volt, megvédte Danaét bátyja, Polüdektész erőszakosságával szemben. Amikor Perszeusz visszatért, Polüdektészt kővé változtatta a gorgófejjel, s őt tette meg Szeriphosz uralkodójának.